# Liste der Windmühlen auf Bornholm
Die Liste der Windmühlen auf Bornholm gibt einen Überblick über die noch existierenden historischen Windmühlen unterschiedlichen Erhaltungszustandes auf der dänischen Insel Bornholm.
| Standort   | Name             | Typ                | Baujahr | Bemerkungen | Bild |
| ---------- | ---------------- | ------------------ | ------- | ----------- | ---- |
| Aakirkeby  | Egeby Mølle      | Bockwindmühle      | 1787    | Weblink     |      |
| Aakirkeby  | Limensgade Mølle |                    | 1873    | Weblink     |      |
| Aakirkeby  | Myreagre Mølle   | Turmwindmühle      | 1865    | Weblink     |      |
| Aakirkeby  | Saxebro Mølle    |                    | 1870    | Weblink     |      |
| Aakirkeby  | Valsemøllen      |                    | 1867    | Weblink     |      |
| Aarsdale   | Aarsdale Mølle   | Turmwindmühle      | 1877    | Weblink     |      |
| Gudhjem    | Gudhjem Mølle    | Turmwindmühle      | 1893    | Weblink     |      |
| Gudhjem    | Røbro Mølle      |                    | 1885    | Weblink     |      |
| Gudhjem    | Stenby Mølle     |                    | 1857    | Weblink     |      |
| Gudhjem    | Melsted Mølle    | Bockwindmühle      | 1800    | Weblink     |      |
| Hasle      | Bymøllen         |                    | 1875    | Weblink     |      |
| Nexø       | Bakkemøllen      |                    | 1871    | Weblink     |      |
| Pedersker  | Kirkemølle       | Turmwindmühle      | 1861    | Weblink     |      |
| Svaneke    | Bechs Mølle      | Bockwindmühle      | 1629    | Weblink     |      |
| Svaneke    | Svanemøllen      | Turmwindmühle      | 1857    | Weblink     |      |
| Østermarie | Kuremøllen       | Holländerwindmühle | 1861    | Weblink     |      |